# Schronisko obok Jaskini Siedleckiej
Schronisko obok Jaskini Siedleckiej – jaskinia typu schronisko pod szczytem wzniesienia Dupka w miejscowości Siedlec w województwie śląskim, w powiecie częstochowskim, w gminie Janów. Pod względem geograficznym Dupka jest jednym ze wzniesień Wyżyny Częstochowskiej w obrębie Jury Krakowsko-Częstochowskiej.

## Opis obiektu
Schronisko znajduje się w niewielkiej skałce położonej w odległości około 100 m na południowy wschód od Jaskini Siedleckiej. Jego wschodni otwór o kołowym przekroju znajduje się na wysokości 1,2 m w południowo-wschodniej ściance tej skałki. Za otworem jest utworzona w późnojurajskich wapieniach kolista wnęka w skale o średnicy 1,2 m i długości 2,5 m. Jest regularnie myta,, bez namuliska, o ścianach porośniętych porostami.
Schronisko opisał M. Czepiel w 1999 r., on też sporządził jego plan. Schronisko to wraz z Jaskinią Siedlecką znajdują się w Centralnym Rejestrze Geostanowisk Polski pod nazwą Jaskinia na Dupce (Siedlecka).

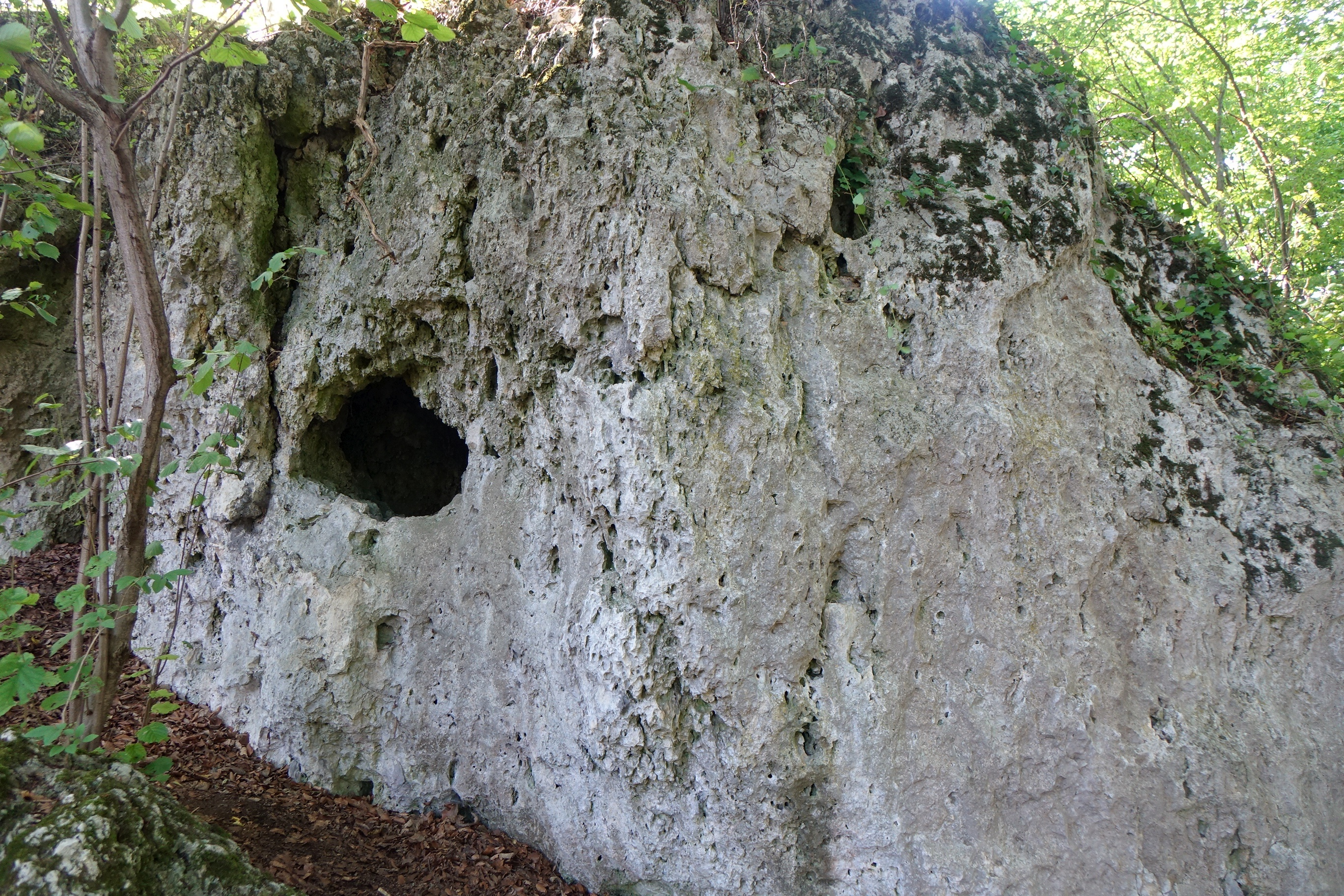
Skałka z otworem schroniska